# Area archeologica di Casal del Dolce
L'area archeologica di Casal del Dolce ha dato alla luce una necropoli ed un abitato del neolitico (VI millennio a.C.), vicino all'abitato di Anagni in provincia di Frosinone.

## Descrizione
Nell'area archeologica risalente al neolitico, scoperta durante i lavori di scavo della ferrovia ad alta velocità, oltre a diverse tombe, sono stati trovati resti di strutture abitative, composte da grandi capanne rettangolari absidate, strutture produttive (probabilmente per la produzione di ceramica), manufatti di diversi tipi, oltre a resti umani e animali.
Le sepolture della necropoli presentano elementi comuni sia alla Cultura di Rinaldone che a quella del Gaudo.
Per quanto riguarda i resti di animali, si segnalano quelli di due cani e di due cinghiali, per i quali si discute se siano stati posti in connessione di significato con i resti umani dei sepolcri dove sono stati ritrovati.